# ديفيد د. شتيرن
ديفيد د. شتيرن (بالألمانية: David D. Stern)‏ هو رسام ألماني، ولد في 3 فبراير 1956 في إسن في ألمانيا.